# 1911年ウィンブルドン選手権
1911年 ウィンブルドン選手権（1911ねんウィンブルドンせんしゅけん、The Championships, Wimbledon 1911）に関する記事。イギリス・ロンドン郊外にある「オールイングランド・ローンテニス・アンド・クローケー・クラブ」にて開催。

## 大会の流れ
- 男女シングルス・男子ダブルスは「チャレンジ・ラウンド」（Challenge Round, 挑戦者決定戦）と「オールカマーズ・ファイナル」（All-Comers Final）方式で優勝を決定していた。大会前年度優勝者を除く選手は「チャレンジ・ラウンド」に出場し、前年度優勝者への挑戦権を争う。前年度優勝者は、無条件で「オールカマーズ・ファイナル」に出場できる。チャレンジ・ラウンドの勝者と前年度優勝者による「オールカマーズ・ファイナル」で、当年度の選手権優勝者を決定した。
- 混合ダブルスは、1912年まで「選手権公認外競技」（Non-Championship Event）として扱われた。これは公式競技ではないため、ウィンブルドン選手権の優勝記録表には含まれていないが、日本語版の本記事では混合ダブルスの「選手権公認外競技」の結果も記載する。
- 女子ダブルスは、1908年から1912年まで開催されなかった。

## 大会前年度優勝者
- 男子シングルス： アンソニー・ワイルディング
- 女子シングルス： ドロテア・ダグラス・チェンバース
- 男子ダブルス： ジョシア・リッチー＆ アンソニー・ワイルディング

## 男子シングルス

### チャレンジラウンド
準々決勝
- マックス・デキュジス vs.  ロドニー・ヒース　10-8, 6-4, 7-5
- チャールズ・ディクソン vs.  ジョージ・トーマス　6-4, 5-7, 8-6, 6-3
- ハーバート・ローパー・バレット vs.  アルフレッド・ビーミッシュ　6-1, 1-6, 6-4, 6-3
- ゴードン・ロウ vs.  フリードリヒ・ラーヘ　5-7, 6-3, 6-2, 9-7

準決勝
- チャールズ・ディクソン vs.  マックス・デキュジス　6-2, 5-7, 6-2, 6-3
- ハーバート・ローパー・バレット vs.  ゴードン・ロウ　6-2, 6-3, 6-2

決勝
- ハーバート・ローパー・バレット vs.  チャールズ・ディクソン　5-7, 4-6, 6-4, 6-3, 6-1

### オールカマーズ決勝
- アンソニー・ワイルディング vs.  ハーバート・ローパー・バレット　6-4, 4-6, 2-6, 6-2 （途中棄権）　（ワイルディングが本大会の優勝者になる）

## 女子シングルス

### チャレンジラウンド
準々決勝
- エディット・ハンナム vs.  ミルドレッド・コールズ　6-4, 4-6, 7-5
- ヘレン・エッチソン vs.  マリー・ヘイゼル　6-0, 6-3
- ドラ・ブースビー vs.  オーリア・エッジングトン　6-2, 6-4
- マーベル・パートン vs.  ドロシー・ホルマン　6-0, 8-6

準決勝
- エディット・ハンナム vs.  ヘレン・エッチソン　6-3, 6-8, 7-5
- ドラ・ブースビー vs.  マーベル・パートン　6-3, 6-4

決勝
- ドラ・ブースビー vs.  エディット・ハンナム　6-2, 7-5

### オールカマーズ決勝
- ドロテア・ダグラス・チェンバース vs.  ドラ・ブースビー　6-0, 6-0　（チェンバースが本大会の優勝者になる）

## 決勝戦の結果
男子シングルス
- アンソニー・ワイルディング vs.  ハーバート・ローパー・バレット　6-4, 4-6, 2-6, 6-2 （途中棄権）　［オールカマーズ決勝］

女子シングルス
- ドロテア・ダグラス・チェンバース vs.  ドラ・ブースビー　6-0, 6-0　［オールカマーズ決勝］

男子ダブルス
- マックス・デキュジス＆ アンドレ・ゴベール vs.  ジョシア・リッチー＆ アンソニー・ワイルディング　9-7, 5-7, 6-3, 2-6, 6-2　［オールカマーズ決勝］

混合ダブルス
- セオドア・マブロゴーダト＆ マーベル・パートン vs.  スタンレー・ダウスト＆ ドロテア・ダグラス・チェンバース　6-2, 6-4　［選手権公認外競技］